# Boeing C-40 Clipper
El Boeing C-40 Clipper es una versión militar del Boeing 737 Next Generation, usada para transportar carga y pasajeros. Es usada por la Armada, Fuerza Aérea y Cuerpo de Marines estadounidenses. La variante C-40A de la Armada es denominada "Clipper", mientras que las variantes C-40B/C de la USAF no tienen denominación oficial.

## Diseño y desarrollo
El C-40 combina el fuselaje del Boeing 737-700 con las alas y tren de aterrizaje reforzados del mayor y más pesado 737-800. También posee depósitos de combustible auxiliares, que le permiten un alcance sin repostar de hasta 9300 km, comparados con los 5570 km de un 737-700 estándar.

### C-40A

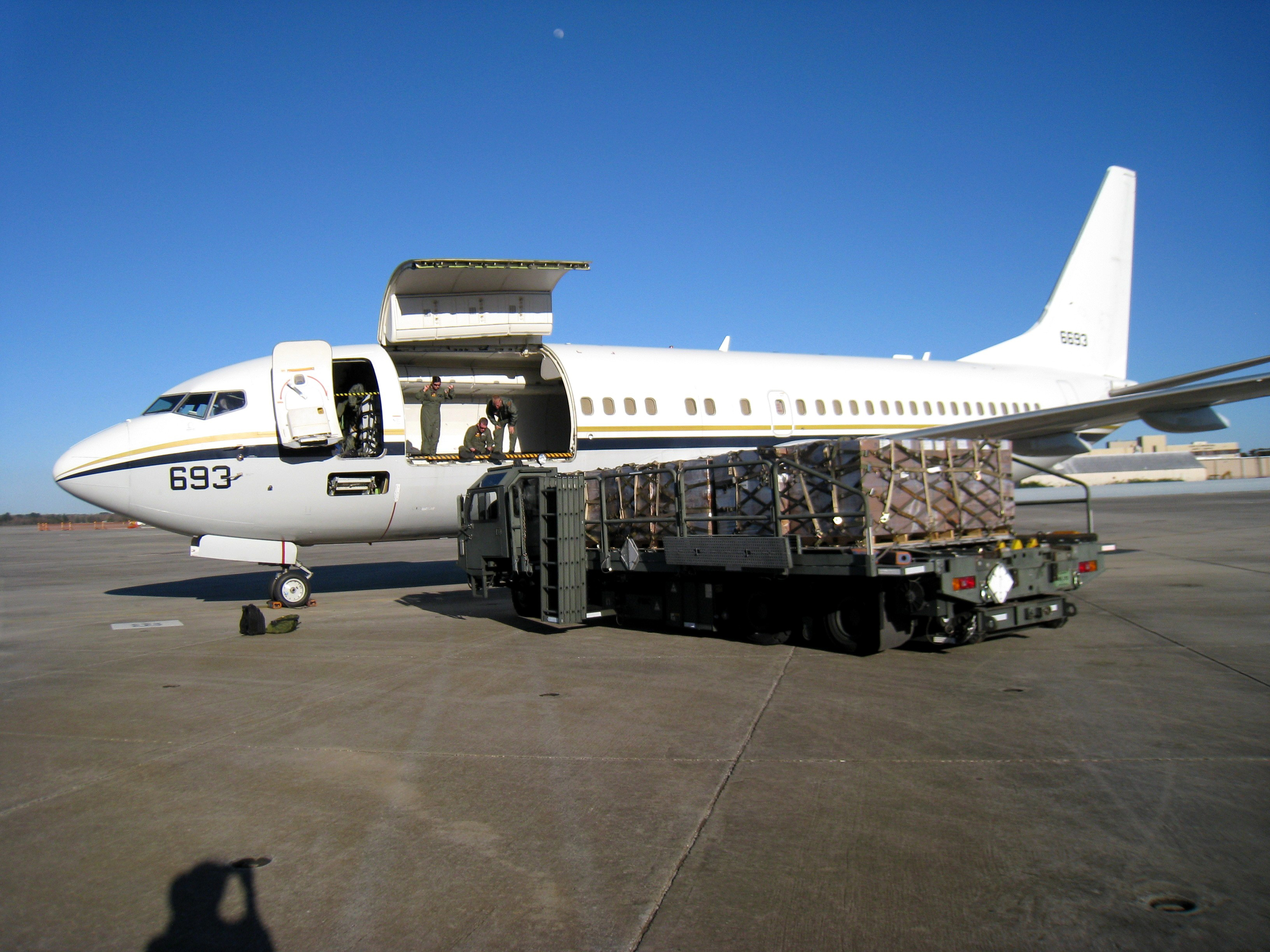
Un C-40A de la USN es cargado en la Estación Aeronaval de Jacksonville.

El primer vuelo tuvo lugar en abril de 2000, y el primero de los aviones C-40A entró en servicio en abril de 2001.
La Reserva de la Armada de los Estados Unidos fue el primer cliente de un avión "combi" basado en el 737 Next Generation (capaz de transportar carga y pasajeros). El Clipper fue encargado por la Armada estadounidense para reemplazar su flota de vetustos C-9B Skytrain II. El C-40A es el primer avión de nueva logística en 17 años en unirse a la Reserva de la Armada estadounidense. La Reserva de la Armada proporciona todas las capacidades de transporte aéreo medio y pesado de la Armada. El Clipper cumple o excede los requerimientos sonoros y medioambientales internacionales, cosa que no hace la flota de C-9 de la Reserva de la Armada. También es más eficiente en consumo y ofrece capacidades aumentadas de alcance y carga útil. El Clipper está certificado para operar en configuraciones de todo pasajeros (121 pasajeros), todo carga o en combinación ("combi"), en la que puede acomodar hasta tres pallets de carga y 70 pasajeros en la cubierta principal.
La Armada compró los aviones usando prácticas comerciales estándares, ordenando seis ejemplares de 737-700C. Los dos primeros de cuatro aviones fueron entregados el 21 de abril de 2001 al Fleet Logistics Support Squadron Five Nine (VR-59) en la Estación Aeronaval/Base Conjunta de la Reserva de Fort Worth, Texas, siguiéndoles otros dos aviones más antes del final del año. Los quinto y sexto aviones fueron entregados en agosto de 2002 al VR-58 en la Estación Aeronaval de Jacksonville, Florida. Se entregaron más aviones al VR-57 en la Base Aeronaval de North Island, California. El C-40A proporciona una economía de consumo, alcance y carga útil superiores, comparados con los aviones C-9 a los que reemplazó.
En el Plan de Aviación de los Marines de 2018, el Cuerpo de Marines estadounidense indicó la intención de adquirir dos aviones C-40A para realizar misiones de transporte aéreo, reemplazando su flota de Skytrain. El 4 de diciembre de 2018, los Marines publicaron una noticia en Internet solicitando un suministrador de C-40 para ser entregados en 2020. Los Skytrain del USMC fueron retirados en 2017, y, para preparar la transición al nuevo avión, se asignó personal del Marine Transport Squadron One para operar los Clipper de la Armada hasta la llegada de sus propios aviones.

### C-40B

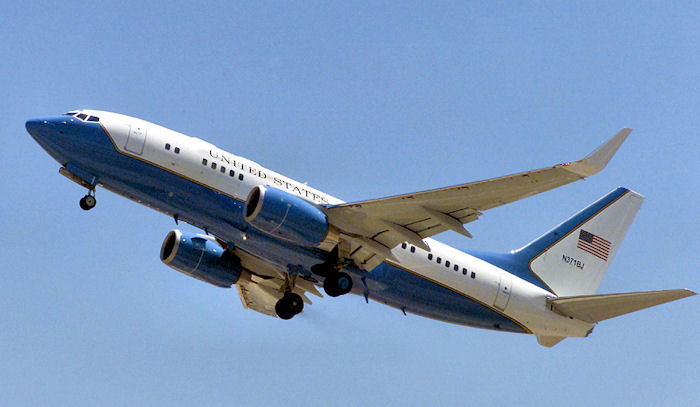
C-40B de la 89th Airlift Wing.

La Fuerza Aérea estadounidense seleccionó el C-40B, una versión militar del Boeing Business Jet 737-700, para reemplazar a la vetusta flota de aviones C-137 usados para transportar a jefes operativos estadounidenses. La Fuerza Aérea concedió el contrato del transporte medio en agosto de 2000. La 89th Airlift Wing, Base de la Fuerza Aérea Andrews, adquirió su primer avión C-40B en diciembre de 2002. La 15th Airlift Wing, Base de la Fuerza Aérea Hickam, adquirió sus C-40B para el Mando del Indo-Pacífico de Estados Unidos en febrero de 2003. La 86th Airlift Wing, Base Aérea de Ramstein, adquirió sus C-40B para las Fuerzas Aéreas de Estados Unidos en Europa en diciembre de 2004.
El área de cabina está equipada con una zona de descanso para la tripulación, compartimento para visitantes distinguidos con alojamientos para dormir, dos aseos y asientos de clase ejecutiva con mesa de trabajo.
El C-40B está diseñado para ser una "oficina en el cielo" para los principales líderes militares y gubernamentales. El avión presenta comunicaciones de datos bidireccionales de banda ancha, incluyendo voz y datos seguros; los elementos incluyen accesos a internet y a la red, teléfonos, satélite, telefax y copiadoras. El C-40B también posee un sistema de datos para pasajeros basado en ordenador.

### C-40C
El C-40C es un avión de transporte vip usado a menudo para transportar a miembros del Gabinete y del Congreso. El avión está equipado de forma similar al C-40B, pero sin las avanzadas capacidades de comunicación. Capacidad única del C-40C es poder cambiar su configuración para acomodar de 42 a 111 pasajeros. El C-40C reemplazó a tres C-22 (un Boeing 727 militarizado) operados por la Guardia Aérea Nacional y la Oficina de la Guardia Nacional para transportar personal por aire. El C-40C fue el primer avión militar en ser adquirido directamente sin modificar por el Departamento de Defensa. El 201st Airlift Squadron, de la Guardia Aérea Nacional del Distrito de Columbia, adquirió dos aviones C-40C en octubre de 2002. La 932d Airlift Wing de la Reserva de la Fuerza Aérea, Scott AFB, Illinois, adquirió tres aviones C-40C en 2007.

## Variantes

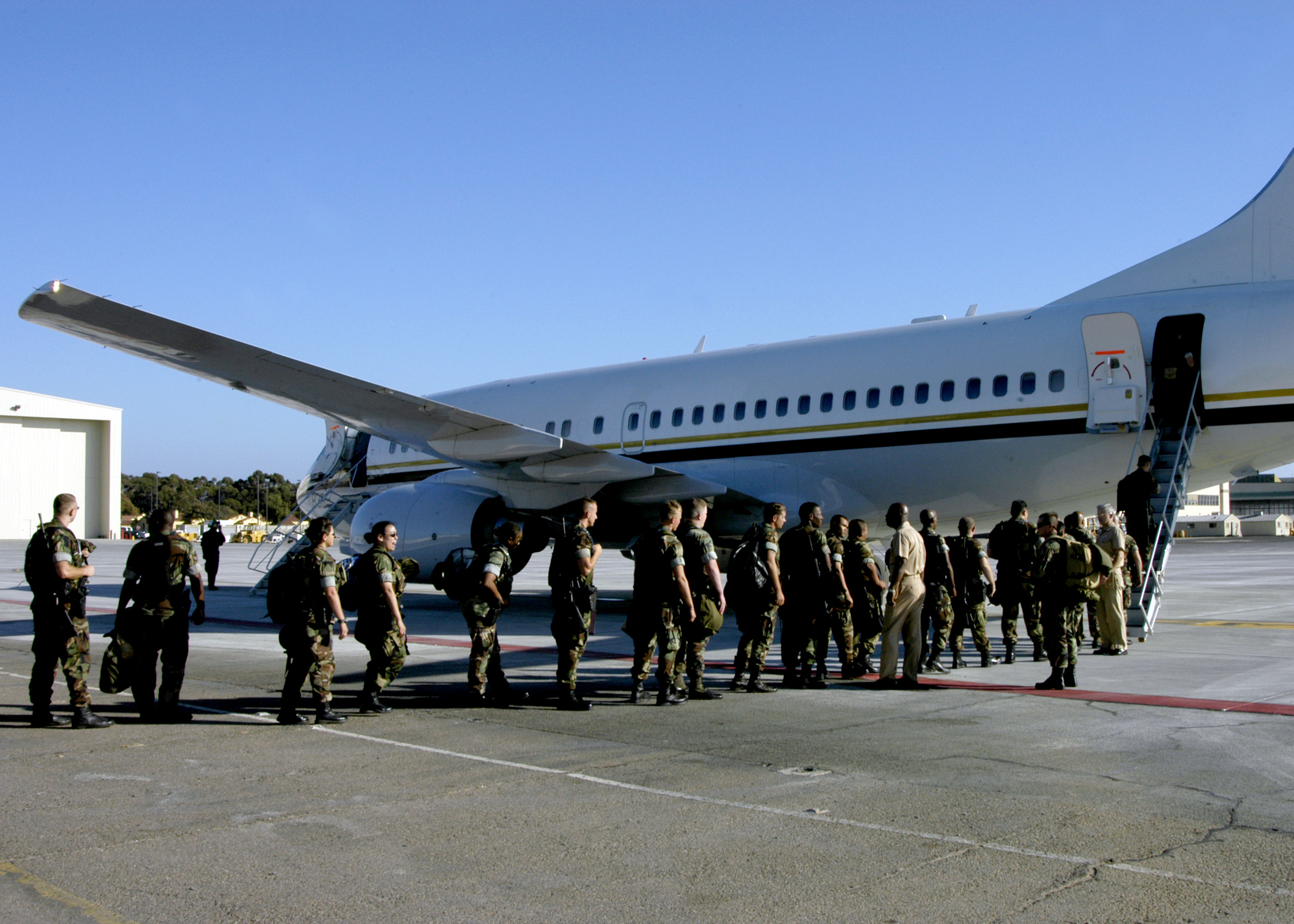
Un C-40A de la Armada estadounidense del Fleet Logistics Support Squadron (VR) 57, en Base Aeronaval de North Island.

C-40A Clipper
Versión de la Armada estadounidense del Boeing 737-700 para transporte de carga y pasajeros de alta prioridad, 17 construidos.
C-40B
Versión de la Fuerza Aérea estadounidense del Boeing Business Jet basado en el Boeing 737-700, modificado como avión de misiones especiales para jefes militares y gobernantes, cuatro construidos.
C-40C
Versión de la Fuerza Aérea estadounidense del Boeing Business Jet basado en el Boeing 737-700, avión de apoyo y transporte operativo, siete construidos.

## Operadores
Estados Unidos
- Armada de los Estados Unidos: 17 C-40A.[10]
- Fuerza Aérea de los Estados Unidos: 4 C-40B.
- Guardia Aérea Nacional de los Estados Unidos: 7 C-40C.

## Especificaciones (C-40A)

### Características generales
- Tripulación: Seis (2 pilotos, 1 jefe de tripulación, 1 jefe de carga, 2 jefes de carga secundarios)
- Capacidad: 

  - Configuración de pasajeros: 121 pasajeros
  - Configuración de carga: 8 pallets de carga
  - Configuración combinada: 3 pallets de carga, 70 pasajeros
- Carga: 18000 kg
- Longitud: 33,6 m (110,3 ft)
- Envergadura: 34,3 m (112,6 ft)
- Altura: 12,6 m (41,2 ft)
- Peso vacío: 57 150 kg (125 958,6 lb)
- Peso cargado: 61 000 kg (134 444 lb)
- Peso máximo al despegue: 78 000 kg (171 912 lb)
- Planta motriz: 2× turbofán CFM International CFM56-7B.
  - Empuje normal: 121 kN (12 338 kgf; 27 202 lbf) de empuje cada uno.

### Rendimiento
- Velocidad nunca excedida (Vne): 990 km/h (615 MPH; 535 kt)
- Alcance: 5600 km (3024 nmi; 3480 mi)
- Techo de vuelo: 12 500 m (41 010 ft)
- Empuje/peso: 0,407

## Aeronaves relacionadas

### Desarrollos relacionados
- Boeing 737 Classic
- Boeing 737 Next Generation
- Boeing T-43
- Boeing Business Jet
- Boeing 737 AEW&C
- P-8 Poseidon

### Secuencias de designación
- Secuencia Numérica (interna de Boeing): ← 720 - 727 - 733 - 737 - 739 - 747 - 757 →
- Secuencia C-_ (Aviones de Carga estadounidenses, 1962-presente): ← C-36 - C-37A/B - C-38 - C-40 - C-41 - C-45 - C-46